# 天野虎景
天野 虎景（あまの とらかげ）は戦国時代の武将。遠江国周智郡犬居谷の国衆。

## 生涯
虎景は犬居谷一帯を領域支配していた遠江天野氏の人物であり、天野民部少輔景貞の子である。
本来の天野氏の惣領は安芸守を名乗る系統であったが、戦国期に駿河今川氏の遠江支配が進むに従い、今川氏と結びついた父・景貞ら宮内右衛門尉を名乗る系統が台頭していった。永正13年（1516年）冬から翌年8月にかけて勃発した今川氏親と斯波氏との抗争では、8月9日に斯波氏の援軍として遠江に侵攻していた信濃の軍勢を景貞ら天野氏が山中大滝合戦にて撃退した。虎景は父ら一族と共にこの合戦に参加しており、今川氏親から叔父・孫四郎景義と共に戦功を賞された。
天野氏は今川氏輝の代の享禄・天文初期に今川氏の領主権介入に反発して離反した。しかしその後、虎景は叔父・景義と共に天文6年（1537年）4月に今川義元の遠江見付端城攻めに参加しており、翌年には当時の惣領で虎景の甥である天野与四郎（兄・宮内右衛門尉の子）が今川氏に帰参を赦された。これにより惣領・与四郎の元で再び今川氏の従属国衆となった。
その後同12年（1543年）以降に与四郎が死亡したため、虎景が天野氏惣領となった。同14年（1545年）の第二次河東一乱では駿河狐橋合戦に同心・被官を率いて参陣し、被官の戦功を今川義元に上申している。この時安芸守系統の天野景泰も参陣して虎景とは別に感状を与えられており、宮内右衛門尉系と安芸守系を並立させることで今川氏が天野氏を統制下に置こうと図ったとされる。
その後、虎景の活動を示す史料はなく、同16年（1547年）7月には嫡男・犬房丸（後の天野藤秀）に虎景の知行が安堵されていることから、天文14年8月から16年7月の間に死去したとみられる。この時犬房丸は幼少であったことから天野氏惣領職は安芸守系統の景泰に安堵され、虎景の同心・被官は景泰に付属された。